# Madatyphlops mucronatus
Espèce
Synonymes
- Typhlops mucronatus Boettger, 1880

Statut de conservation UICN

 DD  : Données insuffisantes
Madatyphlops mucronatus est une espèce de serpents de la famille des Typhlopidae. 

## Répartition
Cette espèce est endémique de Madagascar.

## Publication originale
- Boettger, 1880 : Diagnoses reptilium et batrachiorum novorum a Carolo Ebenau in insula Nossi-Bé Madagascariensi lectorum. Zoologischer Anzeiger, vol. 3, p. 279-283 (texte intégral).